# プリース・ブラックウッド (第4代ダファリン＝クランボイ男爵)
第4代ダファリン＝クランボイ男爵プリース・ブラックウッド（英語: Price Blackwood, 4th Baron Dufferin and Claneboye、1794年5月6日 – 1841年7月21日）は、アイルランド貴族。

## 生涯
第3代ダファリン＝クランボイ男爵ハンス・ブラックウッドと1人目の妻メヘタベル・ヘスター・テンプル（Mehetabel Hester Temple、1798年2月7日没、ロバート・テンプルの次女）の三男（長男ロバートはワーテルローの戦いで戦死、次男は熱病によりナポリで病死）として、1794年5月6日にダブリンで生まれた。1808年にイギリス海軍に入り、1823年までに大佐に昇進した。
1839年11月18日に父が死去すると、ダファリン＝クランボイ男爵位を継承した。
1841年7月21日、ベルファスト沖にある蒸気船レインディア（Reindeer）の船上、モルヒネの過剰摂取により死去した。息子フレデリック・テンプルが爵位を継承した。

## 家族

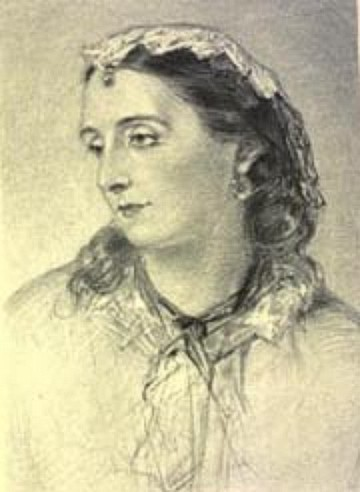
ダファリン＝クランボイ男爵夫人ヘレナ・セリナ

1825年7月4日、ヘレナ・セリナ・シェリダン（1807年 – 1867年6月13日、トマス・シェリダンの娘）と結婚、1男をもうけた。
- フレデリック・テンプル（1826年6月21日 – 1902年2月12日） - 第5代ダファリン＝クランボイ男爵、初代ダファリン伯爵、初代ダファリン＝エヴァ侯爵[1]

ダファリン＝クランボイ男爵の死後、ヘレナ・セリナは1862年10月13日にギフォード伯爵ジョージ・ヘイと再婚したが、ギフォード伯爵は同年12月22日に死去した。